# Ōhashi Miku
Miku Ohashi（tiếng Nhật: おおはし みく, sinh ngày 24 tháng 12 năm 1987), là một thần tượng AV nổi tiếng người Nhật Bản. Cô bắt đầu sự nghiệp của mình tháng 4 năm 2007, đến tháng 7 năm 2014, cô tuyên bố nghỉ hưu.